# Beita (Naplouse)
Pour les articles homonymes, voir Beita (homonymie)].
 (mars 2016).
Le contenu est difficilement compréhensible vu les erreurs de traduction, qui sont peut-être dues à l'utilisation d'un logiciel de traduction automatique.
Beita, située à 13 kilomètres de Naplouse, est une ville du gouvernorat de Naplouse, dans le Nord de la Cisjordanie.
Son altitude est d'environ 750 mètres. Sa population était en 2007 de 9 709 habitants.

## Étymologie
« Beita » signifie "abri" ou "maison". Autrefois,  les pèlerins restaient dans ce village quelques jours pour se reposer.[réf. nécessaire]

## Histoire
Il existe deux centres historiques à Beita : Beita al-Fauqa (« Beita du haut ») au Nord-Est, et Beita al-Tahta (« Beita du bas ») au Sud-Ouest. On a retrouvé à Beita al-Fauqa des tessons de poterie qui remontent au second Âge du fer, à l'Empire achéménide et au sultanat mamelouk ; quant à Beita al-Tahta, on y a découvert des tessons datant du second Âge du fer, de l'Empire achéménide, de l'Empire romain, de l'Empire byzantin et de l'époque mamelouk.

### Époque ottomane
Beita fut intégrée dans l'Empire ottoman en 1517, tout comme le reste de la Palestine, et des tessons de céramique du début de l'époque ottomane ont été trouvés aussi bien à Beita al-Fauqa qu'à Beita et-Tahta.
En 1596, Beita apparaît dans les registres d'imposition, qui mentionnent qu'elle fait partie de la nahié (division administrative) de Jabal Qubal du sandjak de Naplouse. Le village compte alors 50 foyers, tous musulmans. Les villageois payent des impôts sur le blé, l'orge, les récoltes estivales, les oliviers, ainsi que sur quelques revenus occasionnels, sur les chèvres, les ruches ou encore les pressoirs à olives ou à raisins.
En 1838, Edward Robinson qualifie Beita de « grand village ». En 1882, le Survey of Western Palestine mené par la Palestine Exploration Fund le décrit comme « un grand village, avec une sorte de faubourg au sud, près duquel se trouvent des tombes anciennes. Il est approvisionné en eau et entouré d'oliviers. Il est situé sur les collines à l'est de la plaine de Mukhnah, et il est la capitale du district qui porte son nom. »

### Histoire récente
En 1988, pendant la première intifada, un groupe de colons juifs attaque le village. Les habitants du village affrontent les colons à coups de pierres. Trezza Borate, une adolescente israélienne tuée par une balle perdue, est la première victime israélienne civile à Beita, dont les habitants sont accusés de l'avoir tuée. Le lendemain des obsèques de Trezza Borate, les colons appellent à la vengeance et à l'expulsion des Arabes. Un rabbin a ajouté que le village de Beita « devait être éliminé de la surface de la terre »[réf. nécessaire]. Cependant, le jour même des funérailles, le récit des randonneurs[Lesquels ?] a commencé à s'effondrer[pas clair] lorsqu'on a retiré du corps de Trezza Borate une balle tirée par un garde israélien[réf. nécessaire].
L'école est transformée en centre de détention pour une centaine d’habitants. Le même jour, des dizaines d’oliviers sont déracinés, et cinq maisons palestiniennes sont démolies à coup d'explosifs[réf. nécessaire]. Le 10 avril, quatre jours après l'incident, The New York Times émet des doutes sur le fait que cette fille ait été tuée par un soldat israélien[réf. nécessaire]. Le jour suivant, Ariel Sharon propose l'évacuation de tout le village de Beita, « le dynamitage de toutes les maisons et la construction de nouvelles colonies »[réf. nécessaire]. À la suite de cette déclaration, il y avait cinq morts, six jeunes expatriés, plus de 300 personnes prisonnières et 14 maisons ont été détruites par l'occupation israélienne[réf. nécessaire][style à revoir].
Un adolescent palestinien est tué et six autres personnes blessées lors de tirs à balles réelles de soldats israéliens sur une manifestation contre l’implantation d'une nouvelle colonie israélienne près du village en juin 2021. Quatre Palestiniens ont été tués à Beita en un mois (mi-mai à mi-juin 2021), dans des heurts avec les forces d'occupation. De nouveaux heurts le 24 juillet 2021 font un mort et 320 blessés parmi les manifestants. En un an, treize personnes ont été tuées, 150 handicapées à vie et un millier blessées par balles, sur une ville de 15 000 habitants.
Une jeune femme américano-turque est tuée par balle lors d’une manifestation contre la colonisation le 6 septembre 2024. Face aux protestations de plusieurs États, l'armée israélienne a reconnu avoir ouvert le feu sur les manifestants. Trois adolescents avaient aussi été tués lors d'une manifestations en octobre 2023.